# Blaguša
Blaguša település Horvátországban, a fővárosnak Zágrábnak Szeszvete városnegyedében. Közigazgatásilag a fővároshoz tartozik.

## Fekvése
Zágráb városközpontjától légvonalban 17, közúton 24 km-re északkeletre, a Medvednica-hegység keleti részének déli lejtőin, a Kašina-patak völgyétől keletre levő Blagušina-patak völgyében fekszik.

## Története
A település neve a Blaž (Balázs) személynév régi népies változatára, a Blagusra megy vissza. Területén két régészeti lelőhely található, az egyik az eddig meghatározatlan korú „Staro selo”, a másik pedig a középkori „Gradišće”. Blaguša települést a korabeli források már a 13. század óta említik. A középkorban a szomszédos Kašinával együtt alkotott egy földbirtokot, melyet „Terra Casina cum Blagussa” (Casina földje Blagussával) alakban említenek. Első írásos említése II. András király 1217-ben kelt oklevelében történt. Akkor ez a földterület a zágrábi káptalan prépostjának Cirjáknak és testvéreinek tulajdonában volt. Blagusa birtokot a források 1261-ben említik önállóan, amikor az akkori horvát bán a Blagusa nevű földet („terram nomine Blagusa”) Ventros Márton zágrábi várjobbágynak („jobagiones castri Zagrabiensis”) adta. Az adományozott földbirtok a Blagušai-patak felső szakaszán helyezkedett el. Néhány évvel később a történelmi dokumentumokban Mártont már „comes Martinus, castellanus Blagusa” (azaz Márton gróf, Blagušai várnagy) megnevezéssel illetik. Kissé később Blaguša a zágrábi püspök birtokába került. 
A 13. században ezen a területen az élet olyan volt, hogy szükség volt az utak, az életek és a települések védelmére, ezért castrumokat (erődöket) építettek. 
Blaguša várának létezését a 13. századi és a 15. század végétől származó történelmi dokumentumok is megerősítik. A 20. század elején a neves horvát történész Vjekoslav Klaić írta: „feltételezhető, hogy ez a vár valahol a mai falu és a Bagušina-patak környékén állt”. Ehhez még hozzátehetjük, hogy feltételezhetően a Blaguša falu feletti 245 méter magas „Gradišća” nevű magaslaton. A régi helyiek szerint az építési anyag maradványait többször találták meg a helyi talajban szántás és ásás során. Manapság már nincs meg a középkori Blaguša várának maradványa, de a Gradišćán ennek árulkodó jelei vannak. A tetején, amelyet ma tölgyfaerdők borítanak, láthatjuk egy kicsi kerek fennsík megemelkedett szélét, amelyen egy a kör alakú, nagyon mély gödör van, mely rendszerint tele van vízzel, mint egy kút. A domb alatt egy ásott árok nyomai is láthatók, amely ma mezei útként szolgál.
Az első katonai felmérés térképén „Blagusa” néven található. Lipszky János 1808-ban Budán kiadott repertóriumában „Blagussa” néven szerepel. Nagy Lajos 1829-ben kiadott művében „Blagussa” néven 36 házzal, 271 katolikus vallású lakossal találjuk.
A településnek 1857-ben 392, 1910-ben 682 lakosa volt. Zágráb vármegye Zágrábi járásához tartozott. 1941 és 1945 a Független Horvát Állam része volt, majd a szocialista Jugoszlávia fennhatósága alá került. 1991-től a független Horvátország része. 1991-ben lakosságának 92%-a horvát nemzetiségű volt. A településnek 2011-ben 594 lakosa volt.

## Népessége
| Lakosság változása | Lakosság változása | Lakosság változása | Lakosság változása | Lakosság változása | Lakosság változása | Lakosság változása | Lakosság változása | Lakosság változása | Lakosság változása | Lakosság változása | Lakosság változása | Lakosság változása | Lakosság változása | Lakosság változása | Lakosság változása |
| ------------------ | ------------------ | ------------------ | ------------------ | ------------------ | ------------------ | ------------------ | ------------------ | ------------------ | ------------------ | ------------------ | ------------------ | ------------------ | ------------------ | ------------------ | ------------------ |
| 1857               | 1869               | 1880               | 1890               | 1900               | 1910               | 1921               | 1931               | 1948               | 1953               | 1961               | 1971               | 1981               | 1991               | 2001               | 2011               |
| 392                | 363                | 374                | 444                | 514                | 682                | 725                | 780                | 802                | 776                | 697                | 664                | 669                | 678                | 653                | 594                |

## Nevezetességei
- Glavnica Gornja falu alatt, Blaguša bejáratánál található a Béke Királynője tiszteletére szentelt kápolna. Már korábban a falun keresztülvezető keresztút épült a jelenlegi kápolna helyére. A helyiek a honvédő háború kezdetén kezdték meg a kápolna építését abból a célból, hogy a hála jele legyen fiaiknak, akik elhagyták szülőfalvaikat, hogy a különböző csataterekre menjenek az ország megvédésére. A kápolnát a Szentséges Szűzanya a Béke Királynője tiszteletére szentelték azzal a céllal, hogy imádkozzon a békéért a horvátországi háború közepette. A kápolnát 1991. október elején áldották meg pontosan azon a napon, amikor a Kulpa partján fekvő horvát Lasinja település a szerb agresszorok kezébe került. A kápolna aszfaltúton érhető el a Blaguška utcától. Közvetlenül a Blagušina-patak mellett áll, mellette egy kis park van egy külső oltárral, amely nagyobb összejövetelek céljára szolgál, mert a kápolna csak hetven hívőt tud befogadni. A kápolna kicsi, területe mindössze 42,46 m2.  Nem felel meg a lelkipásztori igényeknek, ezért a jövőben fontolóra veszik bővítését a meglévő park területére. Belső terét 2014-ben festéssel és ácsmunkákkal teljesen felújították.

- Blagusa középkori várának csekély nyomai a Gradišća nevű magaslaton.

## Egyesületek
- A „Blaguš” Blaguša hegymászóklub több mint 20 éve aktív. Körülbelül 60 taggal rendelkezik. A hegymászóknak van egy hegyi kunyhója a Grohoton is, amely minden vasárnap nyitva áll a látogatók számára.

- DVD Blaguša önkéntes tűzoltó egyesület.

## Fordítás
Ez a szócikk részben vagy egészben  a   Blaguša című horvát Wikipédia-szócikk ezen változatának fordításán alapul.  Az eredeti cikk szerkesztőit annak laptörténete sorolja fel. Ez a jelzés csupán a megfogalmazás eredetét és a szerzői jogokat jelzi, nem szolgál a cikkben szereplő információk forrásmegjelöléseként.